# Zickermann (Orgelbauer)
Zickermann ist der Name einer Orgelbauerfamilie, die zwischen 1566 und 1623 in Pommern und Preußen wirkte und einige bedeutende Orgeln schuf.

## Geschichte
Adrian Zickermann stammte aus Cammin in Pommern und wurde 1550 bei der Geburt seines Sohnes Michael genannt. Von 1566 sind Arbeiten für den Dom in Kolberg bekannt, 1580 baute er dort eine neue Orgel, im gleichen Jahr auch im Camminer Dom. 
Sein Sohn Michael ging 1574 nach Königsberg in Preußen, wo er 1580 bereits starb. Der Bruder Johann Zickermann wurde nur 1589 für die Orgel in Insterburg genannt, er schuf wahrscheinlich auch die große Orgel für den Königsberger Dom 1587, die mit drei Manualen und 59 Registern die größte in dieser Zeit in Preußen war. Sein Bruder Joachim baute von 1590 bis 1607 einige Orgeln im Herzogtum Preußen. Von Adrian dem Jüngeren sind Arbeiten und Neubauten von 1596 bis 1623 im Herzogtum Preußen und dem katholischen Hochstift Ermland überliefert. Von 1624 ist ein Brief von ihm bekannt.
Von den Orgeln ist keine mehr erhalten.

## Werkliste (Auswahl)
Von Orgelbauern Zickermann sind folgende Orgelneubauten und weitere Arbeiten bekannt
Adrian Zickermann der Ältere
- Kolberg, Dom St. Marien, 1566 Umbauten, 1580 Neubau
- Cammin, Dom, 1580 Neubau

Michael Zickermann
- Königsberg, Altstädtische Kirche, seit 1574, Neubau
- Königsberg, weitere Kirche(n)

Johann Zickermann
- Insterburg, Lutherkirche, 1589, Neubau[1]

Joachim Zickermann
- Königsberg, Altstädtische Kirche, 1590–95, Erweiterungen
- Friedland, Kirche, 1597
- Preußisch Holland, Kirche St. Bartholomäus, 1593–97, Neubau
- Marienwerder, Dom, 1601, Neubau
- Rosenberg, Stadtkirche, 1607, Neubau

Adrian Zickermann der Jüngere
- Memel, Deutsche Kirche, um 1596, Neubau
- Schaaken, Kirche, zwischen 1596 und 1599, Neubau
- Wehlau, Kirche, zwischen 1596 und 1599, Neubau
- Königsberg-Haberberg, Kirche, 1605 Neubau
- Königsberg, Schlosskirche, 1605–1608, Umbauten
- Wartenburg, Ermland, katholische Stadtkirche, vor 1624, Neubau, 35 Register
- Wartenburg, Klosterkirche, vor 1624, Neubau, 20 Register
- für Ernst von Schlieben, vor 1624, Neubau, 30 Register
- Fischhausen, Kirche, 1616, Neubau, bis 1944 erhalten
- Königsberg, Dom, um 1620, Reparaturen
- Königsberg, Schlosskirche, 1623, Reparaturen

Weitere Orgeln waren wahrscheinlich auch von einem Mitglied der Familie
- Königsberg, Dom, 1587, Neubau, III/P, 59, größte Orgel Preußens und Hinterpommerns
- Rastenburg, Stadtkirche, um 1595, Neubau
- weitere Kirchen